# 최우준 (배우)
최우준(1980년 11월 4일~)은 대한민국의 연극 배우이다.

## 출연 작품

### 드라마
- 《대왕의 꿈》(2012년, KBS 1TV) - 윤충 역(백제의 명장)
- 《비밀의 문: 의궤 살인 사건》(2014년, SBS TV) - 장삼 역(나철주의 오른팔)
- 《카지노》(2022년, 디즈니+) - 정대찬 역(승훈의 후임)

### 영화
- 《헌트》(2022년) - 해외팀 요원 2 역
- 《범죄도시 3》(2023년) - 이강호 역(†)[1] (인간말종 5. 주성철의 왼팔, 천만영화)

### 연극
- 《클럽 파티 어썸 프람》(2010년) - 미스터 스넬 역
- 《예수와 함께한 저녁식사》(2011년) - 남궁 선, 지배인 역
- 《내 심장의 전성기》(2014년) - 유찬 역
- 《액션스타 이성용》(2015년) - 최원표 역
- 《포켓몬 고 청춘 고》(2016년) - 두목 역
- 《안녕 후쿠시마》(2016년) - 메탈리스트 형석 역
- 《분홍나비 프로젝트》(2018년) - 김재한 역